# Burni Bampo
Burni Bampo är ett berg i Indonesien.   Det ligger i provinsen Aceh, i den västra delen av landet, 1 500 km nordväst om huvudstaden Jakarta. Toppen på Burni Bampo är 961 meter över havet, eller 123 meter över den omgivande terrängen. Bredden vid basen är 1,2 km.
Terrängen runt Burni Bampo är huvudsakligen kuperad, men åt sydväst är den bergig.Runt Burni Bampo är det glesbefolkat, med 13 invånare per kvadratkilometer. I omgivningarna runt Burni Bampo växer i huvudsak städsegrön lövskog.